# Amphilochius filidactylus
Amphilochius filidactylus är en kräftdjursart som beskrevs av Hurley 1955. Amphilochius filidactylus ingår i släktet Amphilochius och familjen Amphilochidae. Inga underarter finns listade i Catalogue of Life.